# ウェストミンスター条約 (1674年)
ウェストミンスター条約（ウェストミンスターじょうやく、英語: Treaty of Westminster）は、1674年2月9日（ユリウス暦）/2月19日（グレゴリオ暦）に締結された、第三次英蘭戦争の講和条約。
ネーデルラント連邦共和国とイングランド王国の間で締結されたこの条約において、ニューアムステルダム植民地がイングランドに返還され、1667年のブレダの和約が更新された。また（特に東インドの）貿易規制についての共同委員会の規定も盛り込まれた。

## 概要
条約は2月19日にイングランド王チャールズ2世によって署名され、3月5日にオランダのスターテン・ヘネラールに批准された。
イングランド議会は戦争遂行のためにこれ以上資金を提供するつもりはなく、またドーヴァーの密約においてチャールズ2世がフランス王ルイ14世に時期を待ってカトリックに改宗すると約束したことが明るみに出たことも影響した。イングランドは自軍が拿捕したオランダ船よりもオランダが拿捕したイングランド船のほうが多かったことと、1673年にオランダがニューアムステルダムを奪回したことにうろたえた。
1672年のヘースウェイク協定においてイングランドが要求した講和条件はほとんどが認められなかったが、オランダは3年間の支払いで合計2百万ギルダー（それでも最初の要求だった1千万ギルダーよりはるかに少なかった）を払うことに同意したが、基本的にはイングランドがフランスの援助金を失うことに対する補償だった。また、チャールズ２世は亡命中にオランダ政府に対して多額の負債を負っており、この賠償金で清算している。なお、200万ギルダーとは、概ね18万-20万英ポンドに相当する金額で、オランダの経済力からすれば大した金額ではない(大商人なら個人でも出せないことは無い金額)。
またイングランド旗への敬礼についての義務（ドミニウム・マリウム、Dominium Marium）も再確認され、しかもビスケー湾の「地の果て」から北のノルウェー海岸にある「スターテン・ラント」まで認められるとした。ただし、その条件としてオランダの漁業権がこの義務に阻害されないことが定められた。1668年時点の貿易と海運に関する条項が再確認された。領土紛争については戦争前の原状に回復するとした。
2月27日（グレゴリオ暦）午前10時、ホワイトホールで平和が宣告された。1673年にコルネリス・エフェルトセンにより奪回されたニューネーデルラントは再びイングランド領になり、一方でオランダが1667年に占領したスリナムはオランダ領に留まることになり、1667年の原状に回復することとなる。これらの問題はブレダの和約では解決されていなかった。また1672年にイングランドが奪取したトバゴ島、サバ島、シント・ユースタティウス島、トルトラ島はオランダに返還された。
講和の報せが届くのに時間を要したため、法的に戦争が終わる時期は場所によって違った。イギリス海峡（南西にある大陸棚の端）からノルウェー海岸までは3月8日に停戦、4月7日には停戦がタンジェまで伸び、5月5日には赤道まで、10月24日には全世界で停戦するとした。そのため、条約が締結された後もシェトランド諸島におけるレナス・ヴォーの海戦といった戦闘があった。

## 関連図書
- Jayne, Kingsley Garland (1911). "Malay Archipelago § The English and Dutch, 1595-1674" . In Chisholm, Hugh (ed.). Encyclopædia Britannica (英語). Vol. 17 (11th ed.). Cambridge University Press. p. 470.
- Webster, Richard (1911). "Long Island" . In Chisholm, Hugh (ed.). Encyclopædia Britannica (英語). Vol. 16 (11th ed.). Cambridge University Press. p. 983.